# Thư viện Laurentian
Thư viện Laurentian (Biblioteca Medicea Laurenziana hoặc BML) là một thư viện lịch sử ở Florence, Ý, chứa hơn 11.000 bản thảo và 4.500 cuốn sách in sớm. Được xây dựng trong một tu viện của Basilica Basilica di San Lorenzo di Firenze dưới sự bảo trợ của giáo hoàng Medici Clement VII, thư viện được xây dựng để nhấn mạnh rằng Medici không còn là thương nhân mà là thành viên của xã hội thông minh và giáo hội. Nó chứa các bản thảo và sách thuộc thư viện riêng của gia đình Medici. Thư viện nổi tiếng với kiến trúc, được thiết kế bởi Michelangelo, và là một ví dụ về phong cách Mannerist.